# Безомон
Безомон (фр. Bezaumont) насеље је и општина у североисточној Француској у региону Лорена, у департману Мерт и Мозел која припада префектури Нанси.
По подацима из 2011. године у општини је живело 245 становника, а густина насељености је износила 57,51 становника/km². Општина се простире на површини од 4,26 km². Налази се на средњој надморској висини од 293 метара (максималној 376 m, а минималној 179 m).

## Демографија
| 1962. | 1968. | 1975. | 1982. | 1990. | 1999. | 2011. |
| ----- | ----- | ----- | ----- | ----- | ----- | ----- |
| 184   | 192   | 187   | 232   | 225   | 249   | 245   |

График промене броја становника у току последњих година